# Françoise Branget
Françoise Branget est une femme politique française, née le 8 août 1953 à Chalon-sur-Saône (Saône-et-Loire). Elle est Députée de la 1re circonscription du Doubs de son élection le 30 mars 2004 à sa défaite le 17 juin 2012 face à la socialiste Barbara Romagnan.

## Biographie
Françoise Branget suit des études de droit et un cursus à l’école de notariat de Dijon puis exerce la profession de clerc de notaire puis crée un cabinet de gestion immobilière.
Elle est engagée depuis de nombreuses années dans les milieux associatifs (éducation, urbanisme, environnement et culture), elle décide de s'investir dans la vie politique locale en participant à la liste d'union RPR-UDF-MPF- Divers droite et société civile conduite par le député de la deuxième circonscription du Doubs Michel Jacquemin en 1995 pour les élections municipales de Besançon.
Elle est élue en 2001 conseillère municipale d’opposition RPR de Besançon
Le 30 mars 2004, Françoise Branget, suppléante de Claude Girard, député de la 1re circonscription du Doubs, le remplace à la suite de son décès.
Elle est élue en 2007 députée du Doubs avec 124 voix d'écart face à son adversaire socialiste, Barbara Romagnan.
En 2010, elle est élue conseillère régionale d'opposition en Franche-Comté dans le groupe UMP-NC mené par Alain Joyandet (12 élus).
Françoise Branget est battue lors des élections législatives de 2012 dans le Doubs dans la première circonscription avec 45,27 % des voix, face à Barbara Romagnan qui l'emporte avec 54,73 % des voix.

## Synthèse des mandats et fonctions
- Députée de la 1re circonscription du Doubs (2004-2015)
- Conseillère municipale de Besançon (2001-2020)
- Conseillère régionale de Franche-Comté (2010-2015)
- Conseillère départementale du Doubs, élue dans le canton de Besançon-2 (2015-2021)

## Autres mandats
- Membre de Grand Besançon Métropole